# 도쿄 급행 전철 8500계 전동차
도쿄 급행 전철(도큐) 8500계 전동차(일본어: 東急8500系電車)는 1975년에 등장한 도쿄 급행 전철의 통근형 전동차이다. 8000계 전동차를 개량하여 덴엔토시 선・제도고속도교통영단(현・도쿄 지하철 주식회사) 한조몬 선 직결 운행 사양차로 제작되었다. 후술하지만 8000계 전동차에 포함되어 8000계 전동차와는 주행 기기의 대부분이 공통이다. 1975년부터 1991년에 걸쳐 400량이 제조되었다. 이 문서에서는 인도네시아의 철도 회사인 피티 케레타 아피에 매각된 차량에 대해서도 서술한다.

## 개요
도큐에서는 1969년부터 당시 건설 중인 전철 '신다마가와 선'(현재의 덴엔토시 선 시부야 - 후타코타마가와간) 차량으로 지하선 화재 대책 기준 'A-A기준'을 만족 시킨 8000계를 도요코 선에 차례차례 도입하고 있었다. 그러나 그 후 시부야에서 도심 방면으로 직결 운행을 실시할 예정의 한조몬 선으로의 직결 운행에 임해 도큐・영단(현・도쿄 지하철) 공통의 차량 규격이 작성되었다. 이 규격에 합치시키기 위해 노선 식별용의 적대의 첨부, 기기 취급의 변경 및 전동차 비율의 향상에 의한 선두차의 전동차화 등 마이너 체인지를 도모한 8500계를 신다마가와 선・한조몬 선 전용으로 1975년부터 도입하게 되었다. 1976년에 통근 전동차 안에서 기술적으로 집대성된 차량으로 도큐로서는 처음으로 철도 친우회 로렐상을 수상했다. 본계열은 8000계의 마이너 체인지 차량이기 때문에 등장시는 8000계의 일부로서 다루어지고 있지만, 그 후 증비가 진행되는 것에 따라 8500계로 불리게 되었다. 2008년 현재에도 8000계로 불리는 그룹에 포함된다. 본계열의 등장시엔 신다마가와 선이 미개통이었기 때문에 덴엔토시 선(오이마치 - 스즈카케다이간)이나 도요코 선에 투입되었다. 신다마가와 선 개통시 8500계의 대부분의 차량은 해당 노선에 전적했지만, 본계열만에서는 필요 차량수를 확보할 수 없기 때문에 1976년부터 8000계에 전술의 차량 규격에 대응시킨 개조를 실시하여 본계열의 중간에 조성한 것으로 필요 차량수를 확보했다. 덧붙여 이 안은 8000계의 선두차도 존재하여 차량간에 오갈 수 있도록 관통문이 설치되었다. 후에 8500계의 중간차가 증비되면서 중간에 조성되고 있던 8000계는 도요코 선 등에 환원되어 1987년은 이러한 혼결은 해소되었다. 또한 도요코 선과 덴엔토시・신다마가와 선의 사이에 차량의 융통이 빈번히 행해지고 있어 신다마가와 선 개통 후에도 8500계는 1976년 3월부터 1991년 3월까지 잠정적으로 도요코 선에서 사용되고 있다. 1979년부터 시작된 덴엔토시 선 - 신다마가와 선 - 한조몬 선의 전열차 직결 운행에 의한 운행 범위의 확대, 증편 및 편성 양수의 증강에 수반해여 1991년까지 400량이 도입되어 도큐의 계열로 최대의 양수를 차지하고 있다. 또한 2003년부터 개시된 덴엔토시 선(2000년에 신다마가와 선을 통합) - 한조몬 선 - 도부 철도 이세사키 선・닛코 선의 3사 직결 운행에 의해 한층 더 운행 범위가 넓어졌다. 이 직결 운행에 사용되는 차량이라고 해도 최다의 재적수이다. 2002년의 신5000계 투입 이전에는 10량 편성 40개(400량)가 덴엔토시 선에 집결하고 있지만, 해당 계열의 등장에 의해 교체가 진행하고 있어 2007년 7월의 시점에서는 덴엔토시 선용으로 10량 편성 29개(290량)와 오이마치 선용으로서 5량 편성 4개(20량)의 합계 310량이 나가쓰다 차량 검사구에 재적하고 있다.

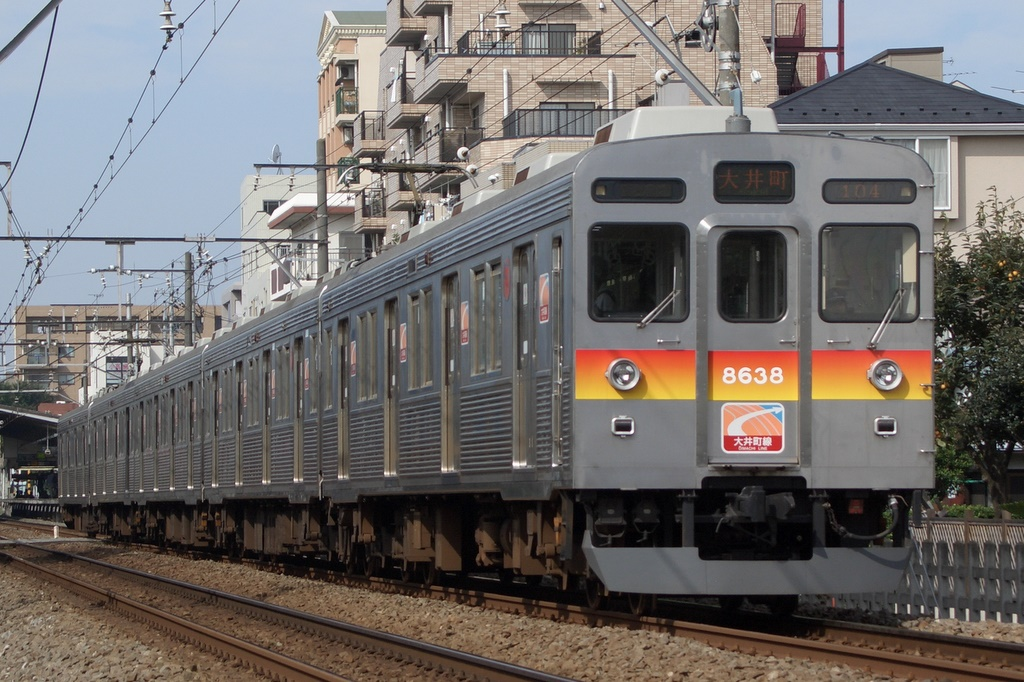
오이마치 선의 8500계 5량 편성(2006년 10월 15일, 구혼부쓰 - 오야마다이간에서 촬영)

## 사양 개요

### 차체
전면은 8000계보다 150mm 높은 고운전대 구조가 되어 정면창이 작아진 것 외, 행선지 표시막의 좌측으로 종별 표시막, 우측으로 운행 번호 표시막을 각각 설치했다. 또, 한조몬 선 노선 연장 규격에 근거하는 노선 식별대로서 도큐의 스텐레스차에서는 처음으로 선두차의 전면에 도큐의 심볼 칼라와 경계색을 겸한 적대를 넣어 등장해, 그 이후에 등장한 동사의 차량의 상당수는 선두차의 전면에 적대가 쓰이게 되었다. 그 후, 1988년 여름에는 기존의 차량(7000계・7200계・7600계・7700계・8000계)에도 선두차의 전면에 적대가 쓰였다. 차체는 도큐 차량제조가 버드사로부터 라이센스를 받아 7000계로부터 채용하고 있는 올 스텐레스 차체이다. 1981년도분으로서 도입한 차량(13차차)에서는 버드사의 기술을 바탕으로 도큐 차량이 독자적으로 개발한 경량 스텐레스 차체를 채용하고 경량화를 도모했다. 이 차량은 8631F 이후의 전차량과 8630F이전의 편성에 10량 중 2 - 6량이 짜넣어졌다.

### 주요 기기

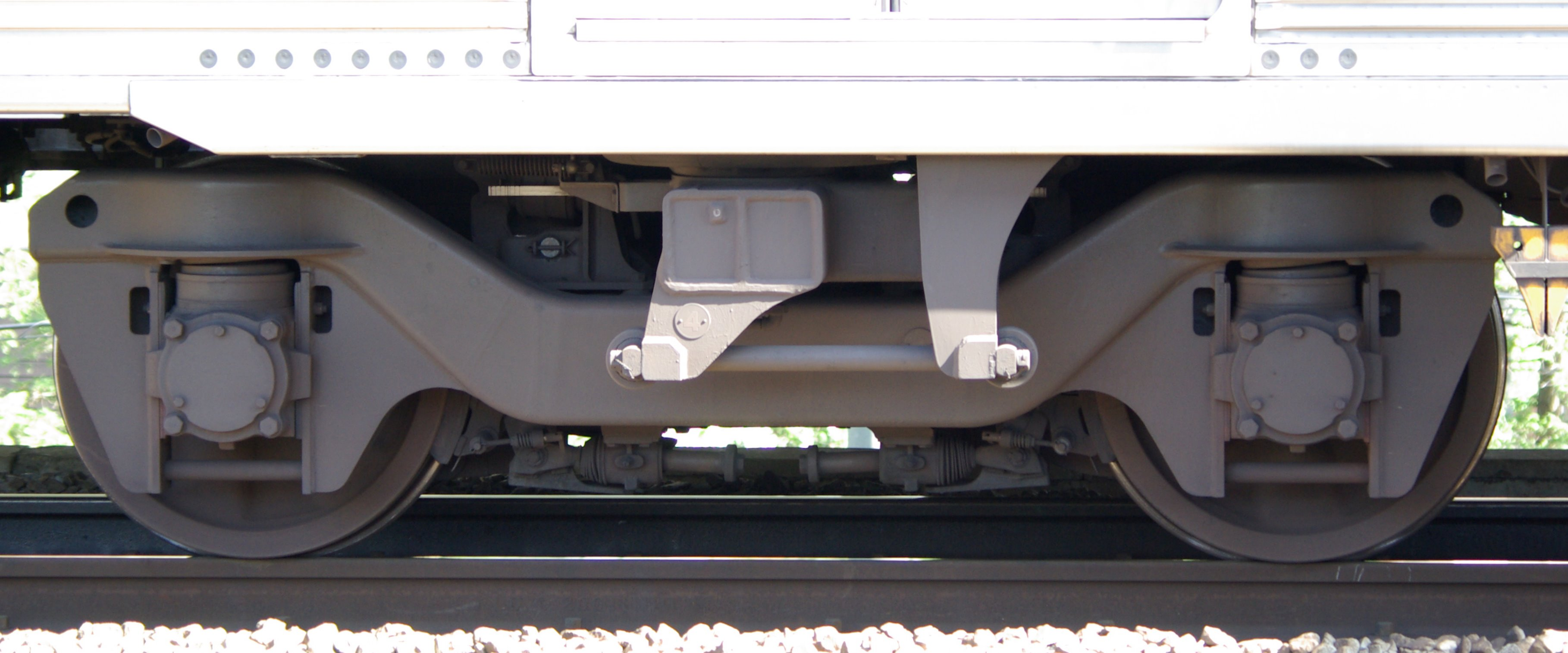
동력 대차(TS-807A형)

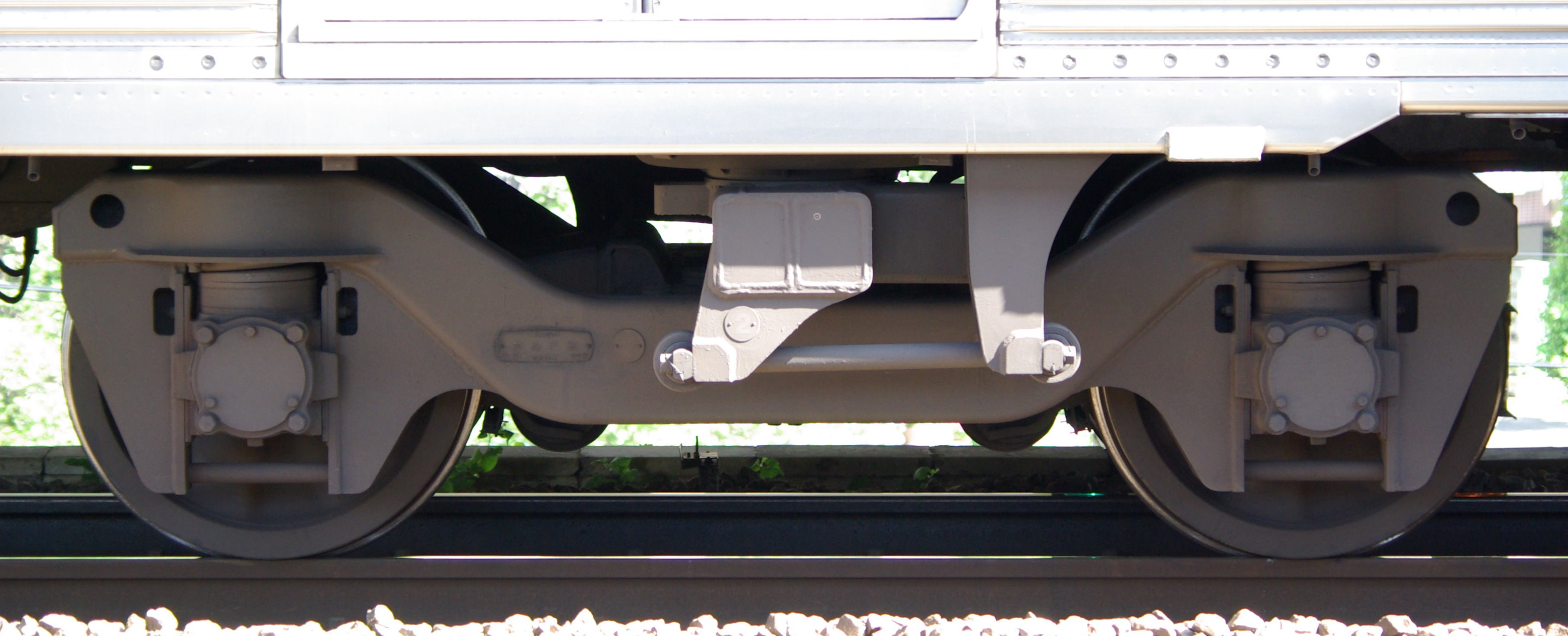
부수 대차(TS-815C형)

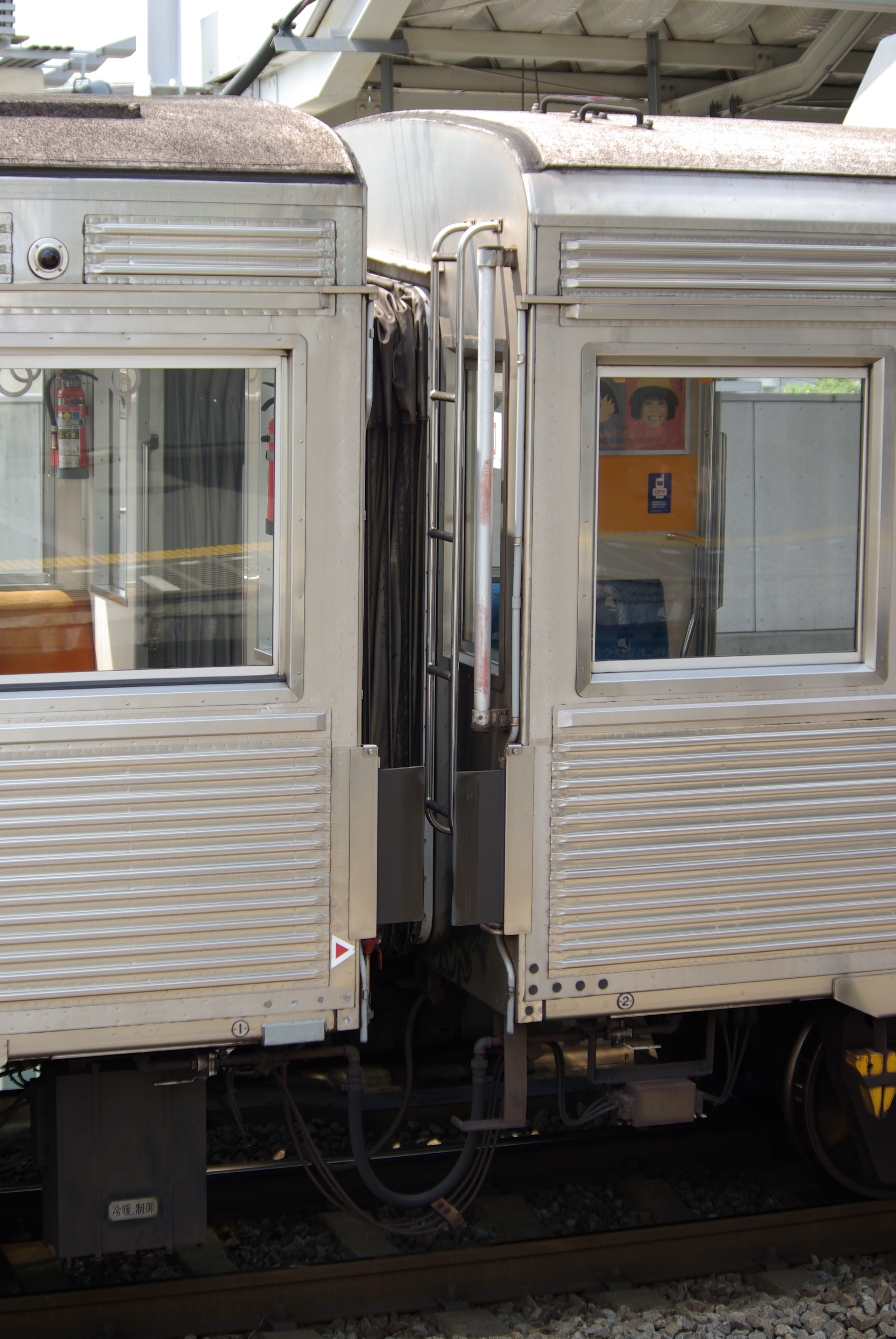
무선 안테나(사하 8951)

8000계의 전동차(M)와 부수차(T)의 구성(MT비)은 6량 편성시에 4M2T(기동 가속도 3.2 km/h/s)이며, 구 신다마가와 선에는 대응하고 있었지만, 한조몬 선의 급곡선・급구배 구간에 있어 고장난 선행 열차를 구원하려면 한층 더 전동차 비율을 향상시킬 필요가 있었다. 그 때문에, 본계열에서는 5량 편성시에 4M1T, 6량 편성시에 5M1T, 8량 편성시에 6M2T, 10량 편성시에 8M2T로 설정해 충분한 성능을 확보하고 있다. 그 반면에서 통상 주행에 있어서의 가속 성능은 높지만, 강우・강설시 등은 공전 활주를 일으키기 쉽다. 전동차 비율 향상 및 한조몬 선으로 사용되는 유도 무선(IR) 안테나를 설치하는 중간 부수차가 필요하게 되었기 때문에, 제어차(선두차)를 8000계의 부수차(쿠하 8000형)로부터 본계열에서는 전동차(데하 8500형・데하 8600형)로 변경해, 중간 부수차(사하 8900형)를 새롭게 설정했다.중간 전동차는 8000계의 데하 8100형,데하 8200형에 각각 상당하는 데하 8700형,데하 8800형으로 했다. 전동차 중 데하 8500형 및 데하 8700형에 제어장치를 탑재해, 대가 되도록 인접해 연결한 데하 8600형 또는 데하 8800형도 함께 제어한다. 다만, 편성의 사정으로 전동차의 양수가 홀수가 되는 경우는 제어장치를 탑재한 데하 8500형 및 8700형이 단독으로 연결되기도 했다. 8000계와 같은 계자 초퍼 제어 차량이지만, 1989년 당시 계획하고 있던 본계열의 VVVF 인버터 제어방식으로의 갱신 및 증발용의 신형 차량 도입(현재의 2000계)을 향한 시작차로서 동년에 2량(데하 8799, 0802호)이 VVVF 인버터 제어로 시작 개조되었다. 그 후, 본계열의 최종 증비차가 된 1991년도 증비차 2량에서도 VVVF 인버터 제어(양산형)가 채용되어 8642F에 전술의 시작 개조차와 함께 짜넣어졌다. 이것에 의해 8642F에는 계자 초퍼, 시작형의 VVVF 인버터, 양산형의 VVVF 인버터와 1편성으로 3개가 다른 제어장치를 탑재하게 되었다. 덧붙여 2003년부터 본계열의 도부 선 노선연장이 시작되었지만, 8642F는 도부로의 승무원 교습의 수고를 줄이기 위해 도부 선에는 노선연장하지 않기 때문에, 전면에는 도부 노선연장 비대응 편성인 것을 나타내는 K마크가 첨부되고 있다. 전동 차체를 지탱하는 부분은 8000계와 같은 TS-807형을 채용했다. 또, 부수 차체를 지탱하는 부분은 동계열에서는 파이오니아 III계의 TS-708형이었지만, 용수철 중량의 경감 때문에, 본계열에서는 전동 차체를 지탱하는 부분을 베이스로 한 TS-815형을 채용했다. 도부 노선연장 비대응의 차량의 무선 안테나는 2개, 노선연장 대응 차량은 무선 안테나가 3개 장착되어 있다.

### 종별・행선지 표시기
종별・행선지 표시기는 2009년 시점에서 재적하는 전편성이 처음과는 다른 것이 되어 있다. 처음은 자막식에서 일본어 표기뿐이었지만, 1990년경에 일부 편성으로 영문자 병기로 변경되었다. 당시의 영문자는 대문자+소문자로 표기되었다(예：長津田 Nagatsuta). 1994년부터 8603F를 시작으로 LED식으로의 개조가 시공되어 전제의 영문자 병기로 교환된 편성에도 시공되었다. 이 폰트는 당초는 명조체였지만, 2003년 3월 19일의 한조몬 선 오시아게 역 개업과 도부 선 노선연장에 수반해 표시기의 ROM를 교환했을 때에 폰트를 시인성이 좋은 고딕체로 변경하고, 동시기에 자막식에서 잔존하고 있던 8606F・8607F・8610F에 대해서는 영문자를 대문자 표기만으로 한 신막에 변경(예：長津田 NAGATSUTA) 했다. 또, 측면에도 영문자 표기가 들어가게 되었다. 8616F는 행선지 표시기가 2005년 3월 26일부터, 그 후 8634F - 8636F・8638F - 8641F가 각각 종래의 3색 LED로부터 풀 컬러 LED로 변경되었다. 다만, 8616F・8634F - 8636F는 그 후 3색 LED로 되돌려졌다(8616F・8634F의 측면 표시 제외). 8606F는 2009년 시점에서 유일 잔존하는 자막식 행선지 표시기를 장비한 편성으로, 2007년 4월 5일의 다이어 개정에 의한 준급 설정을 향해서 막을 새로운 것에 교환하였다. 덧붙여 동일 시점에서는 8606F・8607F・8610F가 자막식에서 잔존하고 있던 편성이며, 8607F・8610F에 대해서도 8606F와 같게 교환되었다. 그러나 2009년 6월 기준으로, 도부 비직통의 도큐차에 의한 준급 운용은 1개도 없기 때문에, 검사시나 이상시의 대주로 밖에 볼 수 할 수 없게 되었다. 8638F - 8641F는 오이마치 선용이며, 전술한 한조몬 선 연장 등에는 관계가 없고, ROM의 교환을 실시하지 않았다. 따라서 3색 LED식 행선지 표시기의 폰트는 명조체였다. 이 중 8640F와 8641F는 종래 전면만 막식, 측면은 LED식이었지만, 덴엔토시 선 직통 급행에 대응하기 위해 검사 입장했을 때에 전면도 LED화해 출장했다. 현재는, 오이마치 선의 8500계에는 풀 컬러 LED가 채용되고 있어 동선을 달리는 전차량으로의 각역(청색) 표시화와 시인성을 향상시킨 고딕체로의 변경이 완료하였다.

### 내장

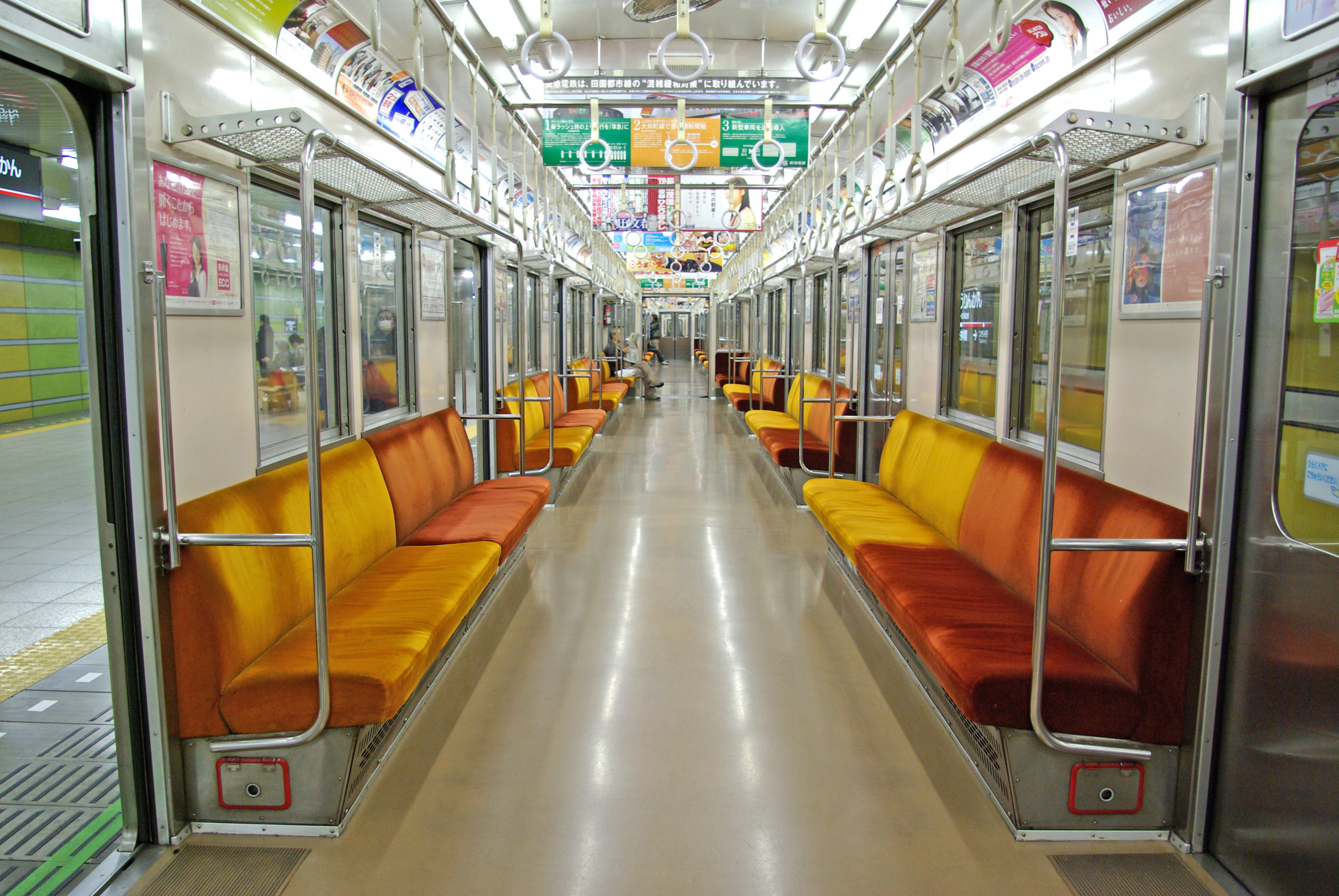
초기차의 차내(8919)

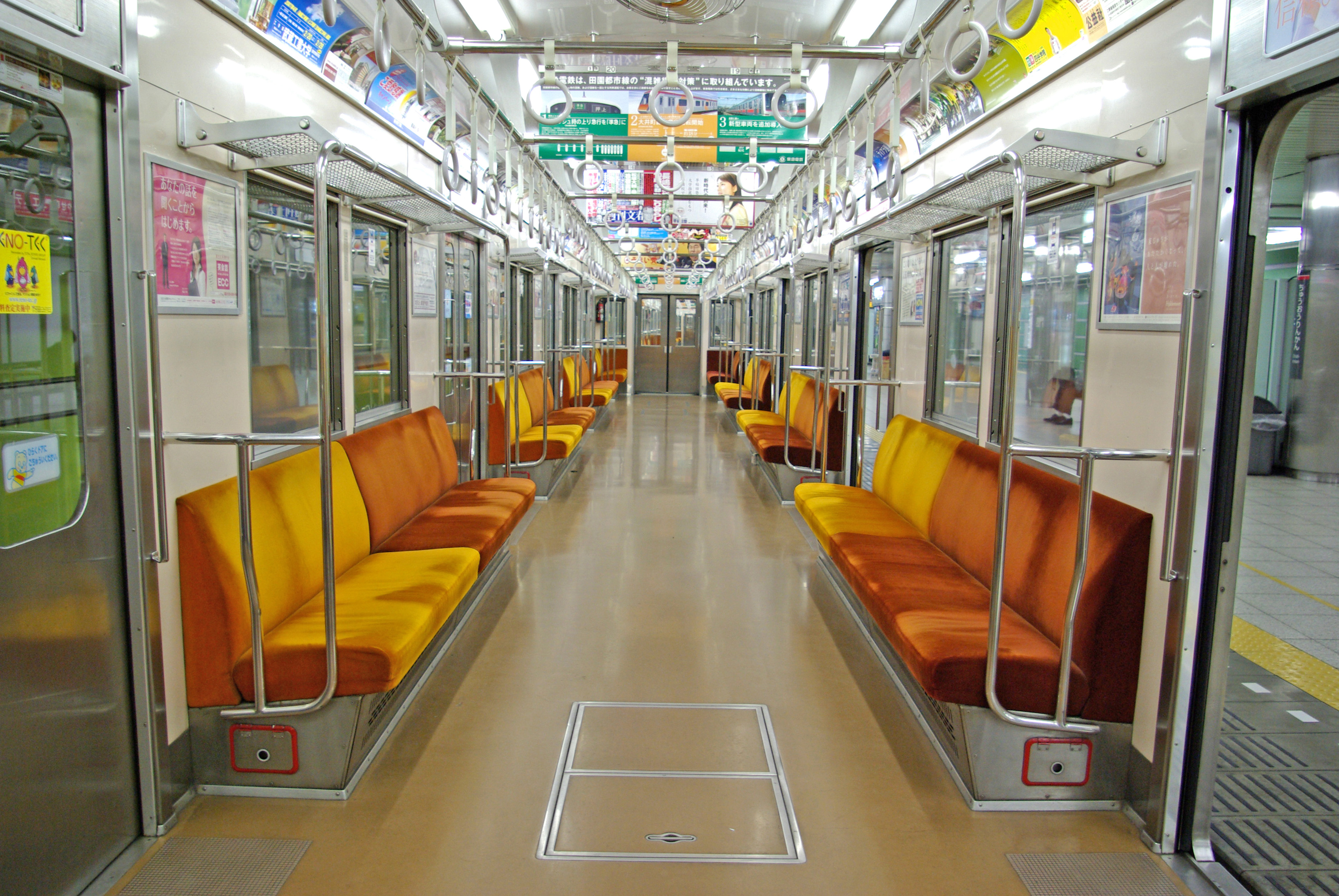
중기차의 차내(8891)

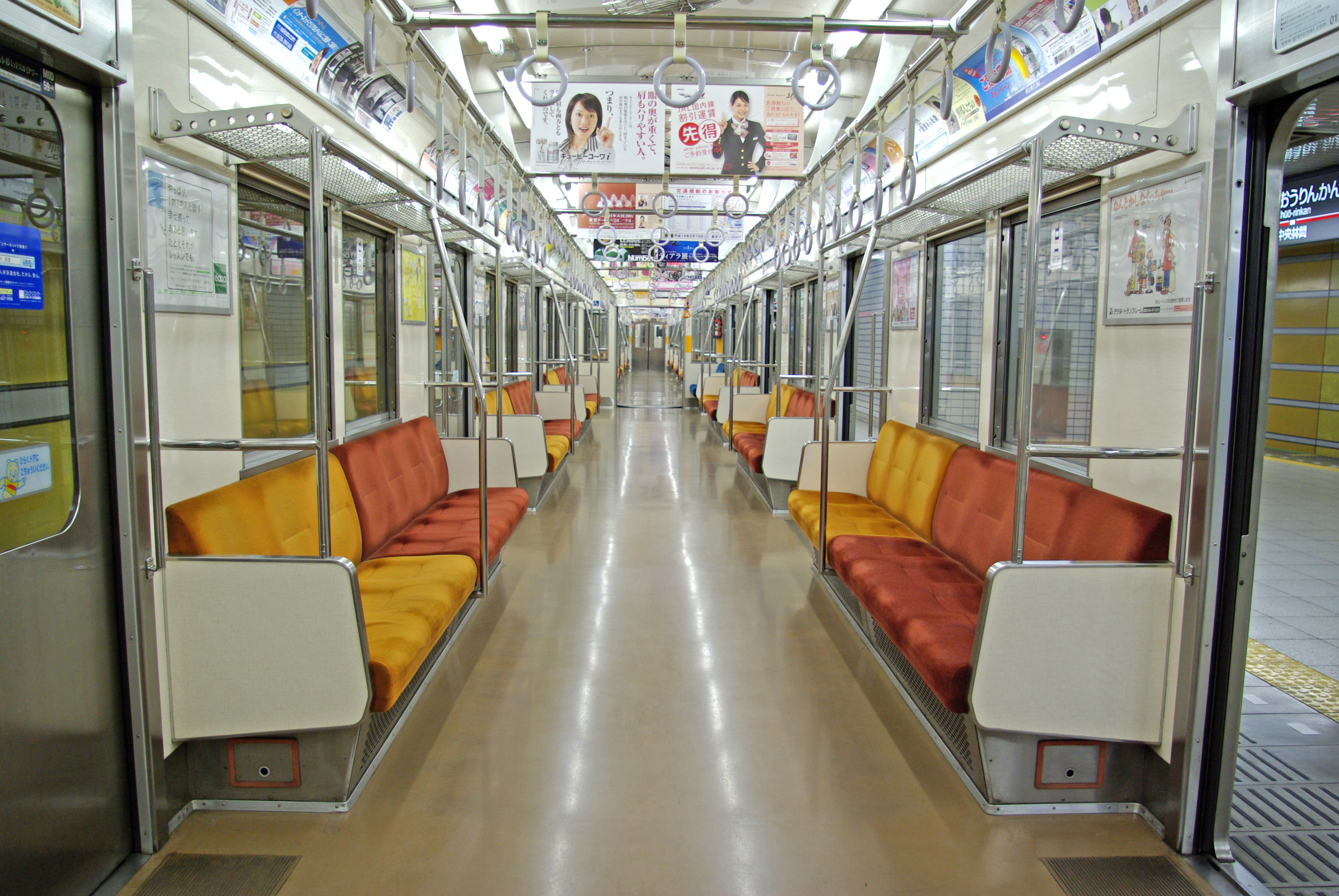
갱신차의 차내(8946)

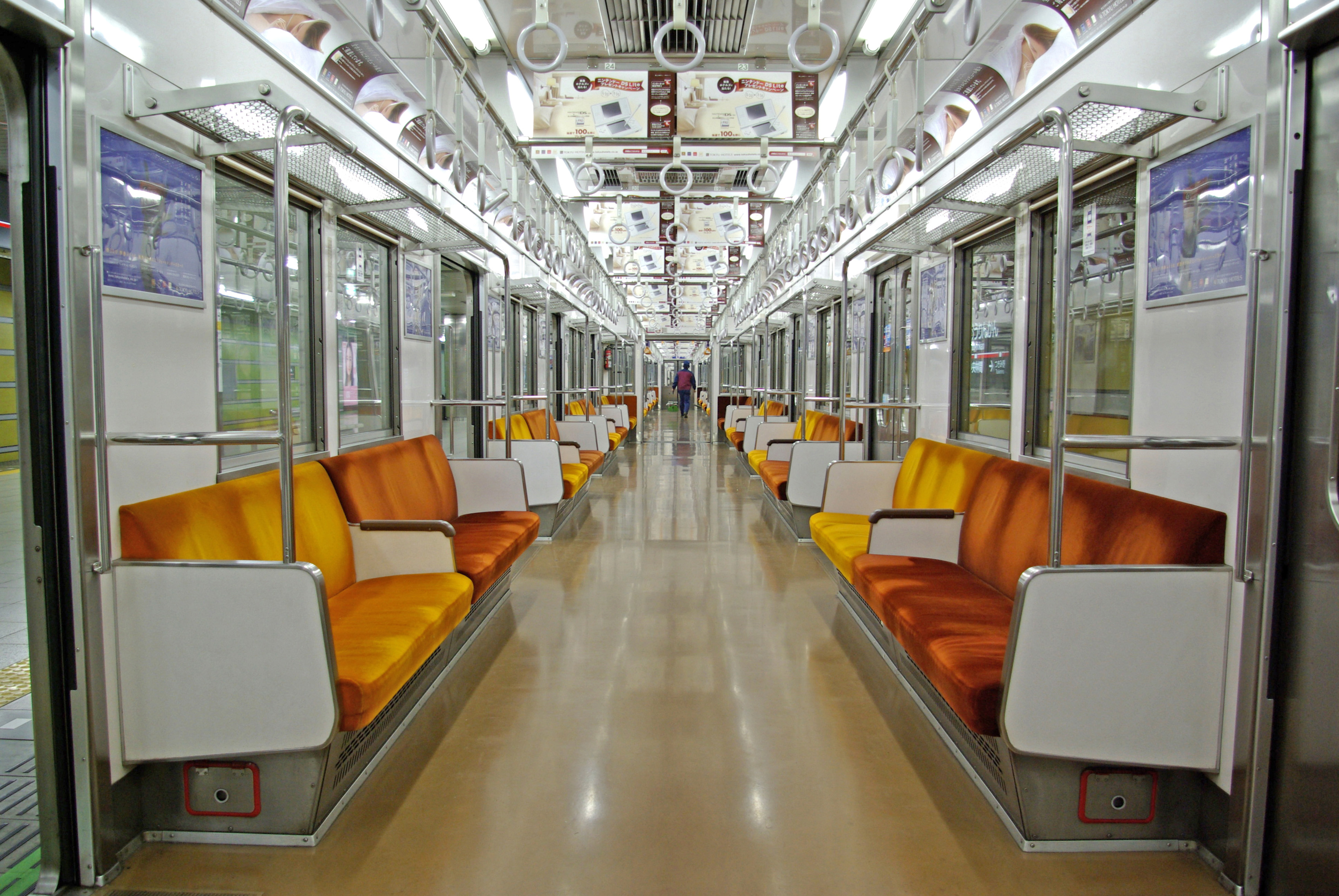
후기차의 차내(8973)

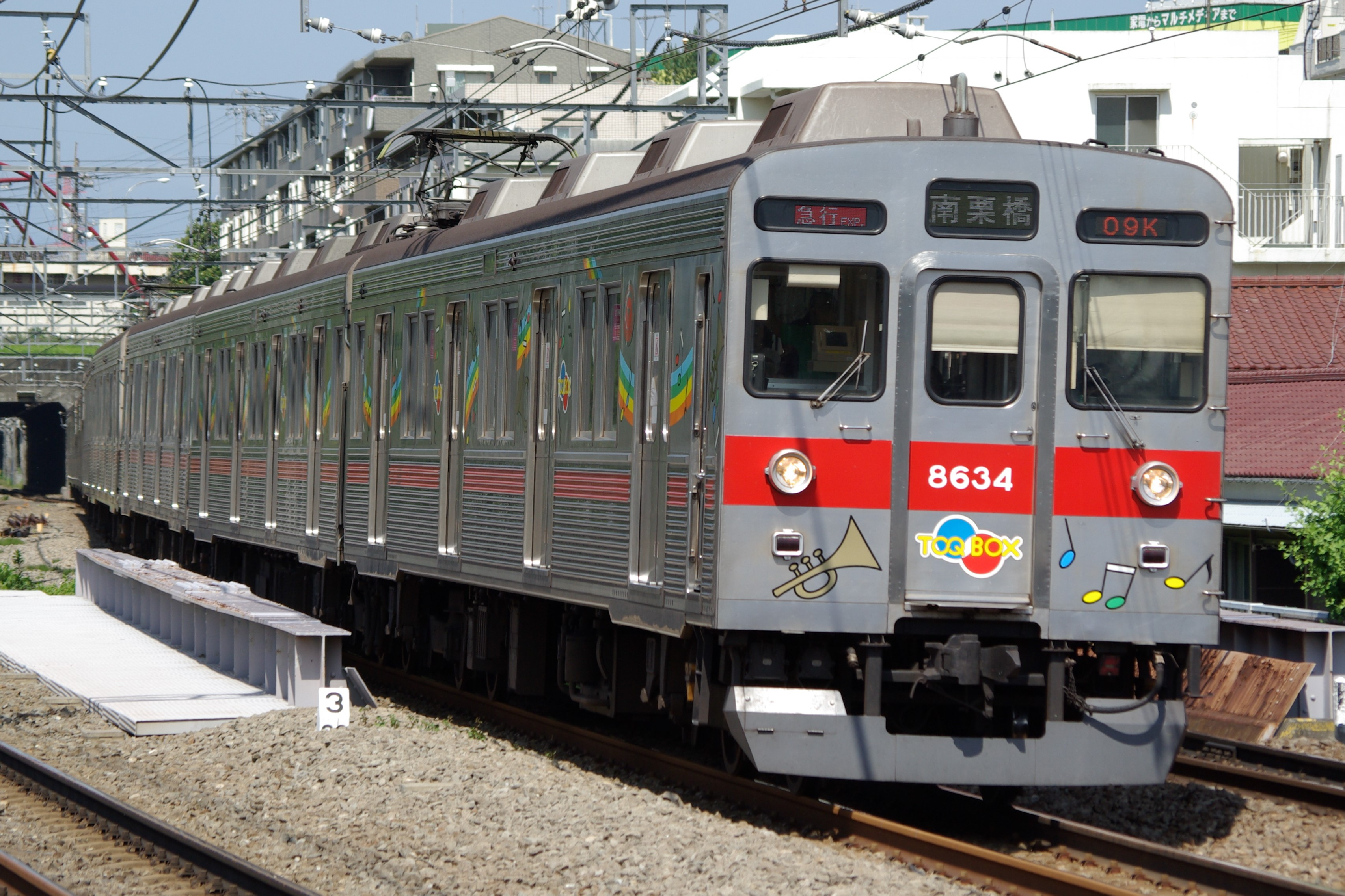
8634F TOQ-BOX호 홍색 장식(2007년 8월 16일, 이치가오 역에서 촬영

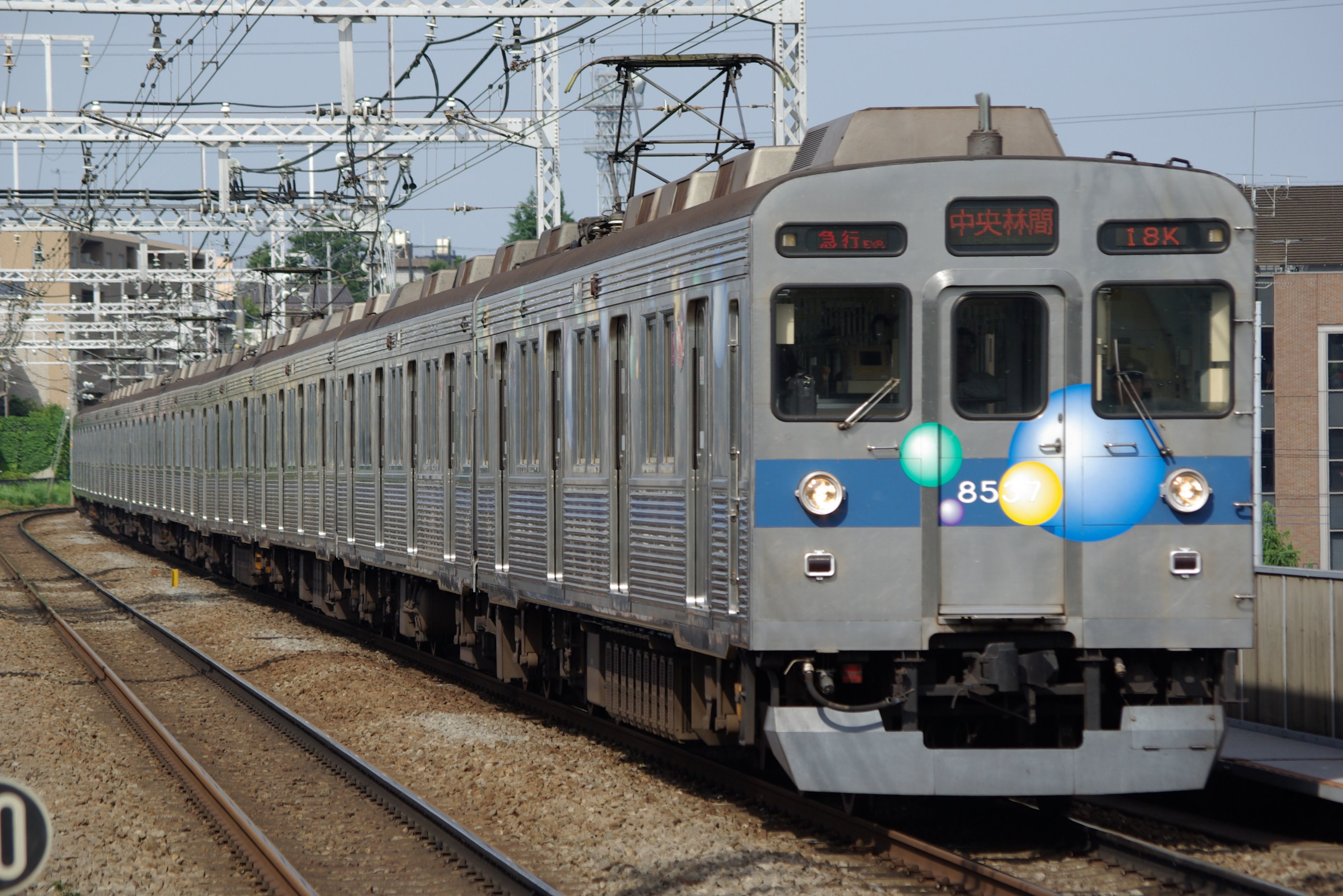
8637F TOQ-BOX호 청대 장식(2007년 6월 17일, 미야자키다이 역에서 촬영)

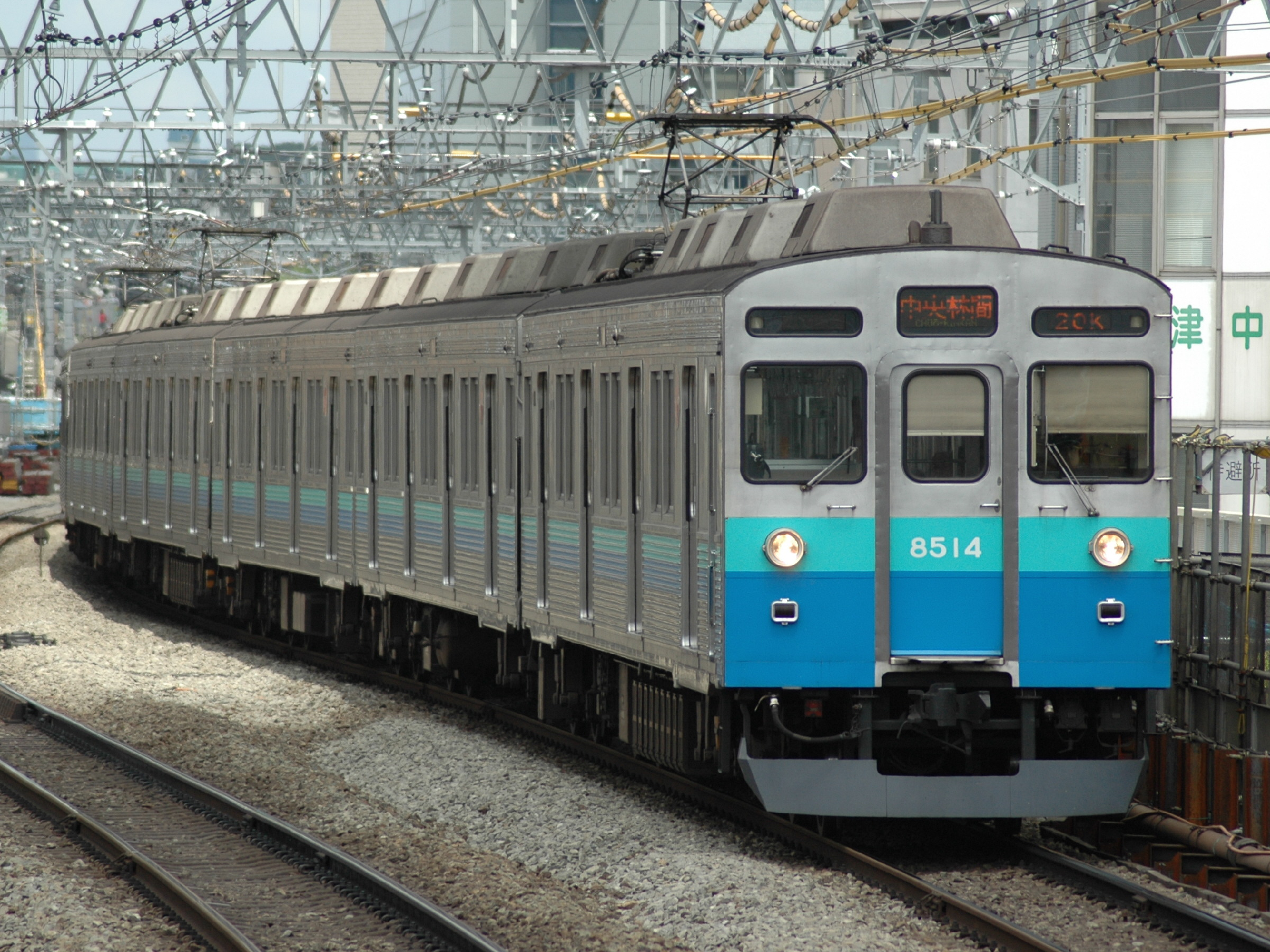
8614F 이즈의 여름 장식(2007년 5월 28일, 미조노구치 역에서 촬영)

8000계와 거의 동일한 객실이다. 등장시부터 냉방 장치(8,000kcal/h×4대)를 탑재했지만, 지하철 신다마가와 선용으로 신조된 일부의 차량은 냉방 준비차로서 냉방을 탑재하지 않고 등장해, 후에 냉방화되었다. 1986년 이후에 등장한 8637F 이후의 편성 단위로 도입된 차량에서는, 9000계에 준해 천정에 보조 송풍기로서 스위프 팬을 설치, 냉방 장치의 능력을 10,000kcal/h로 증대, 7명분의 의자에 칸막이를 추가, 의자의 2색화(브라운・오렌지), 전동 와이퍼・전자 호른의 신설 등 사양이 변경되었다. 의자의 2색화는 1988년경 종래의 차량에 대해서도 행해졌다. 종래의 차량에는 칸막이가 없기 때문에 마룬 오렌지와 콘트라스트를 억제한 배색이 사용되었다. 8639F는 보조 송풍기가 시험적으로 스위프 팬에게 대신하고 라인데리아로 여겨져 8642F・9000계 9002F 이후에서는 라인데리아가 본격적으로 채용되었다.
- 8,000kcal/h×4대의 차량의 일부는 냉방 장치를 9,000kcal/h의 타입으로 교환하였다.
- 8637F・8642F의 일부의 냉방 장치는 후년이 되어 대용량(12,500kcal/h)의 것으로 교환되었다. 이것은 9000계의 일부 편성에도 시행되고 있다.
- 로렐상 수상 기념 마크 부착 편성：8630F 이전의 각 편성

### 데하 8700・8800형의 차량 번호
데하 8700・8800형은 8799・8899호의 다음이 0700 - ・0800 -처럼 변칙적인 번호가 부여되고 있다. 이것은 도큐의 차량 관리 시스템에 대해 4자리수로 번호가 관리되어 5자리수에 대응하는 것은 큰 부담이 되었기 때문이다.

## 주요 제원
기본은 8000계와 동일하다.
- M차와 T차의 구성(MT비)：덴엔토시 선용 8M2T/오이마치 선용 4M1T
- 기동 가속도：3.3km/h/s
- 감속도：3.5 km/h/s(상용 최대),4.5 km/h/s(비상)
- 주전동기：히타치 제작소・도시바・도요 전기제조제 TKM-69또는 TKM-80형 직류복권전동기 및 그 호환품, 모두 출력 130kW(데하 8799-0802는 TKM-89형이나 삼상 유도 전압기, 출력 170kW, 데하 0718-0818는 TKM-86형이나 삼상 유도 전압기, 출력 170kW)
- 주회로 제어 방식：전동 캠축식 저항 제어+분권계 자석 초퍼 제어(데하 8799-0718은 GTO 사이리스터식 VVVF 인버터 제어)
- 주제어기：히타치제 MMC-HTR-20 A/C/D형(약한 계자기동 1단, 직렬 13단, 병렬 11단, 약한 계자무단계, 데하 8799는 히타치제 VF-HR-121 Z형, 데하 0718은 히타치제 VM-HR-132형)
- 구동장치：KD325형 중천축 평행 카르단 구동방식(데하 0718은 KD-423-A-M형)
- 브레이크 방식：회생 브레이크 병용 전기 지령식 전자 직통 브레이크(HRD-2R), 하중 제어 첨부, 활주 검지 첨부, 보안 브레이크・내설 브레이크 첨부
- 톱니바퀴비：5.31(데하 0718-0818는 6.07)
- 설계 최고속도：120km/h
- 운전 최고속도：110km/h(덴엔토시 선),80km/h(한조몬 선),100km/h(도부 선)
- 열차 보안 장치：도큐 신ATC(CS-ATC)・영단 신ATC(동)・도부형 ATS
  - 오이마치 선용의 8638F - 8641F는 도큐형 ATS・도큐 신ATC(CS-ATC)

## 편성
- 덴엔토시 선：데하 8600-데하 8700-사하 8900-데하 8800-데하 8700-데하 8800-데하 8700-사하 8900-데하 8800-데하 8500(좌측이 시부야 방면, 우측이 주오린칸 방면)
- 오이마치 선：데하 8600-데하 8700-사하 8900-데하 8800-데하 8500(좌측이 오이마치 방면, 우측이 주오린칸 방면)

### 편성의 특징
운용 이탈한 편성에 대해서도 서술한다.

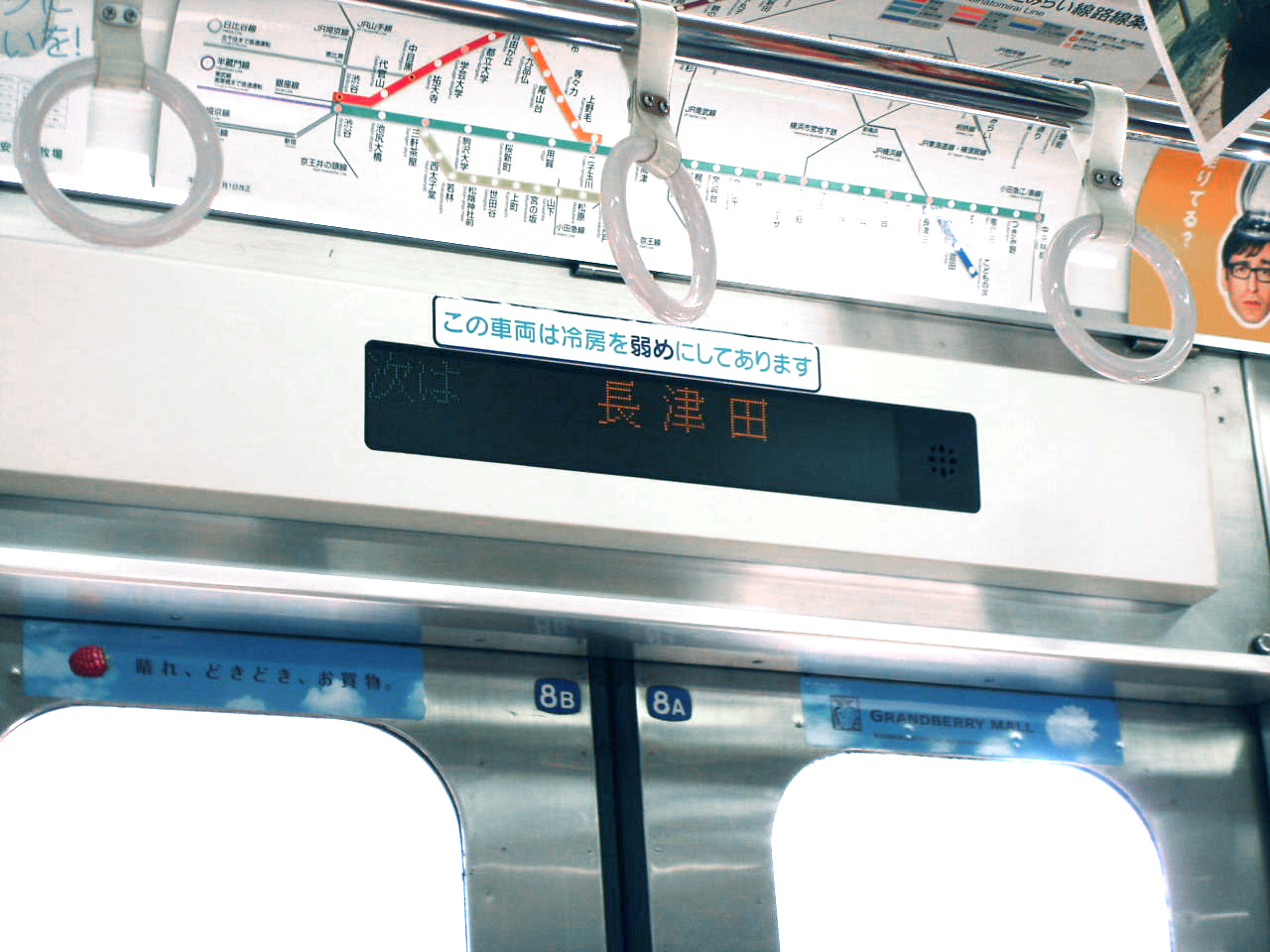
차내 안내 장치(LED)

- 미국 구 버드사의 협정 플레이트 부착 편성：8608F
- 도어 엔진 소음 장치 미설치 편성：8617F・8618F・8625F・8626F・8642F의 일부 차량
- 도부 철도 직통 대응 편성：8613F - 8637F
  - 8613F와 8614F는 5000계 6비차편입에 수반해 차량 부족을 보충하는 것으로 2004년 9월 이후에 직통 영업을 개시했다.
- 오시아게 이남 즉시 편성(K마크 편성)：8603F - 8612F・8642F(도부 직통전에 이탈한 8601F와 8602F 제외)
- VVVF 인버터 차량：8642F의 4 - 7호차(1・2・9・10호차는 종래대로의 계자 초퍼 제어차, 3・8호차는 부수차)
- 차내 LED 안내 표시기 설치 및 자동 방송 대응 편성(일・영)：8634F・8637F

## 운용

### 덴엔토시 선으로의 투입
1975년에 당시의 덴엔토시 선(오이마치 - 스즈카케다이간)에 4량×10개(8601F - 8610F)가 투입되었다. 이 때의 편성 구성은 3M1T가 되고 있는 것이 특징이다. 1976년에 증비된 편성(8611F - 8616F)는 사하 8900형에 대신해 M2차인 데하 8800형이 연결된 전전동차의 4량 편성이 되었다. 이것은 보기를 탑재한 데하 8800형을 짜넣었기 때문이다. 그 후 같은 해에 실시된 덴엔토시 선의 5량화에 수반해 해당 노선에서 사용되고 있는 편성은 모두 5량화되었다. 이 때에 증비된 일부의 중간차는 8000계의 편성에 들어가 있었던 것이 특필된다. 덧붙여 이러한 5량화된 편성은 편성 교체 등도 포함해 1977년 개통의 신다마가와 선 계통과는 다른 운용에 오르고 있었다. 1979년 8월 12일 이후의 한조몬 선・신다마가와 선(당시)과 덴엔토시 선의 운행 계통 일원화에 의해 현재의 오이마치 선 구간에 해당하는 오이마치 - 후타코타마가와간에는 들어가지 않게 되어 신다마가와 선・덴엔토시 선 전용으로 대부분의 편성이 6・8량화되어 일부의 편성이 도요코 선에 이적했다.

### 도요코 선으로의 투입
도요코 선에는 선행해 신다마가와 선 개통용의 차량(6량×2개)이 도입되었다. 그 후 해당 노선 개통용 차량은 한층 더 증비되어 1977년 4월 7일의 동선 개통까지 잠정적으로 도요코 선에서 사용된다. 이 때에 본계열만에서는 필요 차량수를 확보할 수 없었기 때문에 1976년부터 8000계에 전술의 차량 규격에 대응시키는 개조를 실시했다. 이것들을 본계열의 중간에 조성하는 것으로 필요 차량수를 확보했다. 덧붙여 이러한 안에는 중간차의 대용으로 8000계의 선두차에 문을 장착한 것이 등장한다. 중간차용의 선두차에 대해서는 1982년의 중순에 해소되었지만, 8000계의 중간차에 대해서는 1988년경까지 사용되고 있었다.
신다마가와 선 개통용 이외의 것으로 도요코 선이 신제시 배속되어 있는 편성은 아래의 편성이 된다.
- 8630F(6량)・8634F(7량)・8642F(8량)

도요코 선 계통으로의 특징으로서는 주로 급행 운용을 중심으로 사용되었다. 다만 6량으로 재적하고 있던 차량은 1980년의 급행 7량화에 수반하여 각역 운용이 중심이 되었다. 1982년의 급행 8량화 이후에 재적하고 있던 차량에 대해서는 8량는 주로 급행으로 사용되었지만, 각역 정차가 8량으로 증강된 다음은 각역 정차로의 운용도 볼 수 있었다. 또한 1985년에 7량으로 증비된 8634F는 각역 정차만으로의 운용이었다. 덴엔토시 선에서 사용하고 있던 측면 행선막에 대해서는 각역 운용에 대해서는 미사용이 되고 있어 급행 운용에서는 급행 표시 밖에 되어 있지 않았다.

### 신다마가와 선으로의 투입
1977년 4월 7일의 신다마가와 선 개통시에 도요코 선으로부터 6량 11개가 전용되었다. 거의 지하 구간만으로의 운용이 되는 것이어서 대부분의 편성이 냉방 준비차였다.

### 덴엔토시 선과 오이마치 선의 예비차 공통 운용
1986년에 투입된 8638F+8639F・8640F+8641F는 덴엔토시 선과 오이마치 선으로 예비차를 공용할 수 있도록 5량 편성+5량 편성으로 제조되어 당분간의 사이 오이마치 선에서도 사용되었다. 오이마치 선 운용에는 주로 8640F+8641F를 충당해, 오이마치 선용 방향막, 도고시 공원・구혼부쓰의 양역에서 사용하는 도어 비취급 스위치를 장비하고 있는 것 외, 덴엔토시 선의 ATC화 후도 도큐형 ATS를 존치했다. 덧붙여 오이마치 선 운용 외에 고도모노쿠니 선용 7000계 원맨 운전 대응차가 검사 입장했을 때에도 2인 승무 운행으로 대주하기도 했다.

### 도부 선 직통에 의한 폐차 개시와 오이마치 선 전적

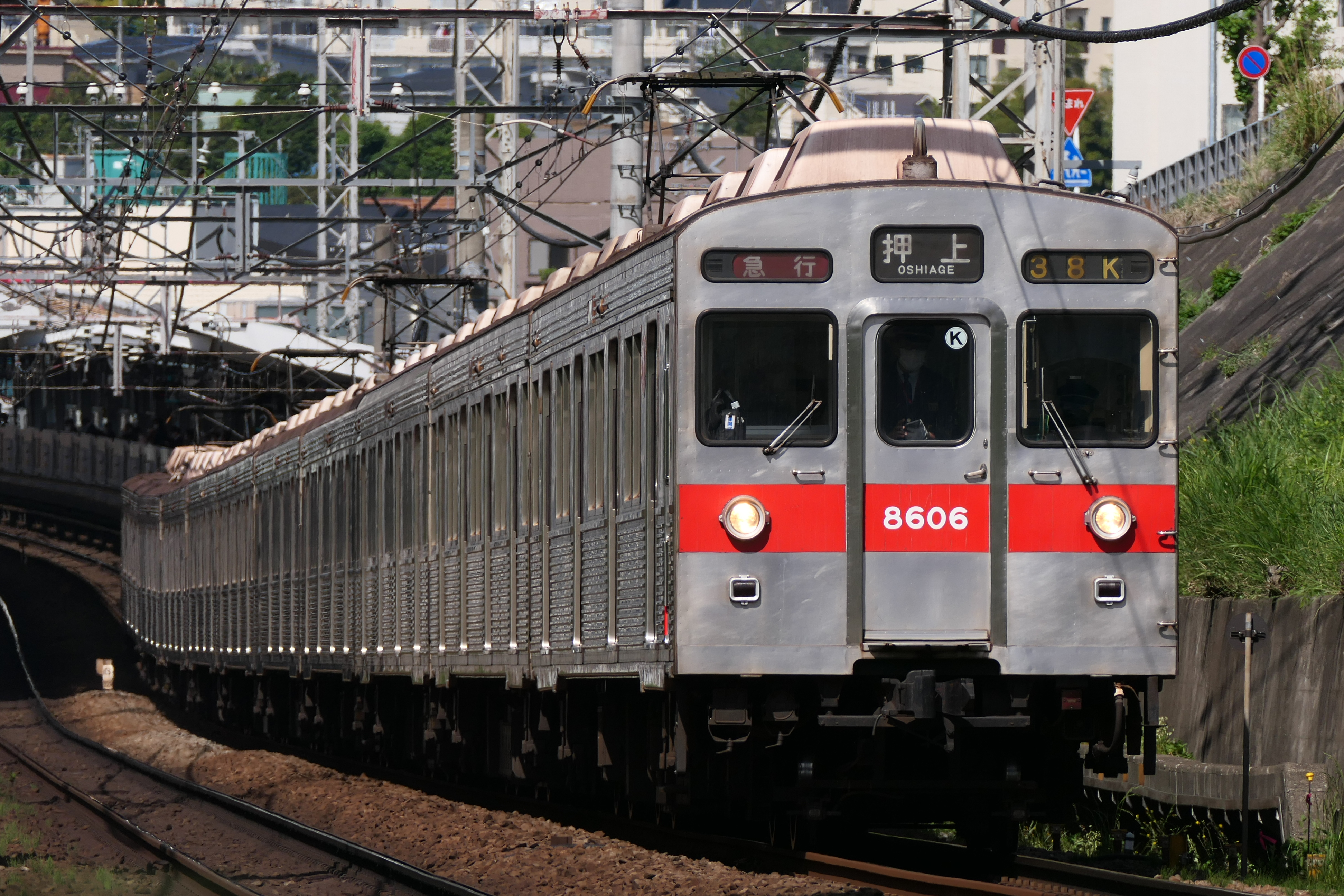
'Ⓚฺ'의 스티커가 첨부된 도부 노선연장 불가 편성 (2020년 5월 4일촬영)

2003년 3월 19일에는 한조몬 선 스이텐구젠 - 오시아게간 연장 및 동선과 도부 이세사키 선・닛코 선의 상호 직결 운행이 개시되었다. 덴엔토시 선과 한조몬 선은 종래부터 상호 직결 운행을 실시하고 있기 때문에 덴엔토시 선 소속의 8500계는 덴엔토시 선에서 한조몬 선・도부 이세사키 선을 개입시켜 도부 닛코 선의 미나미쿠리하시 역까지 연장 운행하게 되었다. 또한 2006년 3월 18일부터는 이세사키 선의 구키역까지 연장 운행하게 되었다. 이 도부 선 직통에 즈음해서 당초 8500계 전차량에 도부 선용 보안 장치의 추설로 조달할 예정이었다. 그러나 그 후 배리어 프리 대응을 추진해 갈 방침이 되었기 때문에 2002년 5월 2일부터 2003년 2월 21일에 걸쳐 신형 차량의 5000계가 투입되게 되었다. 이것에 의해 8601F・8602F가 폐차, 5량 편성+5량 편성의 8638F+8639F・8640F+8641F가 5량 편성으로 분할 후에 오이마치 선에 전적했다. 오이마치 선에 전적한 8638F+8639F・8640F+8641F는 8000계의 8045 - 8051F를 교체했다. 또한 해당 노선 전적시에는 선두차의 관통문과 영단 ATC를 철거했다. 팬터그래프에 대해서는 당초는 능형(PT42형)이었지만, 후에 싱글암화되었다. 덴엔토시 선에 계속 남은 차량에 대해서는 개수비를 억제하기 위해 8603F - 8614F 및 VVVF 인버터 제어장치를 탑재한 8642F를 제외한 8615F - 8637F에 도부 선 직통 대응의 개수를 실시하여 상호 직결 운행 개시에 대비했다. 그 후 5000계 6도어차 도입에 의한 차량 부족을 보충하기 위해 2004년도에는 8613F와 8614F에 대해서도 도부 선 직통 대응이 적용되었다. 개수 대상에서 제외되어 도부선 직통 비대응이 된 편성에는 식별을 위해 비상문에 'Ⓚฺ'의 씰이 첨부되었다.

### 도부 선 비노선 연장 운용 감소와 덴엔토시 선 - 오이마치 선 직통 급행

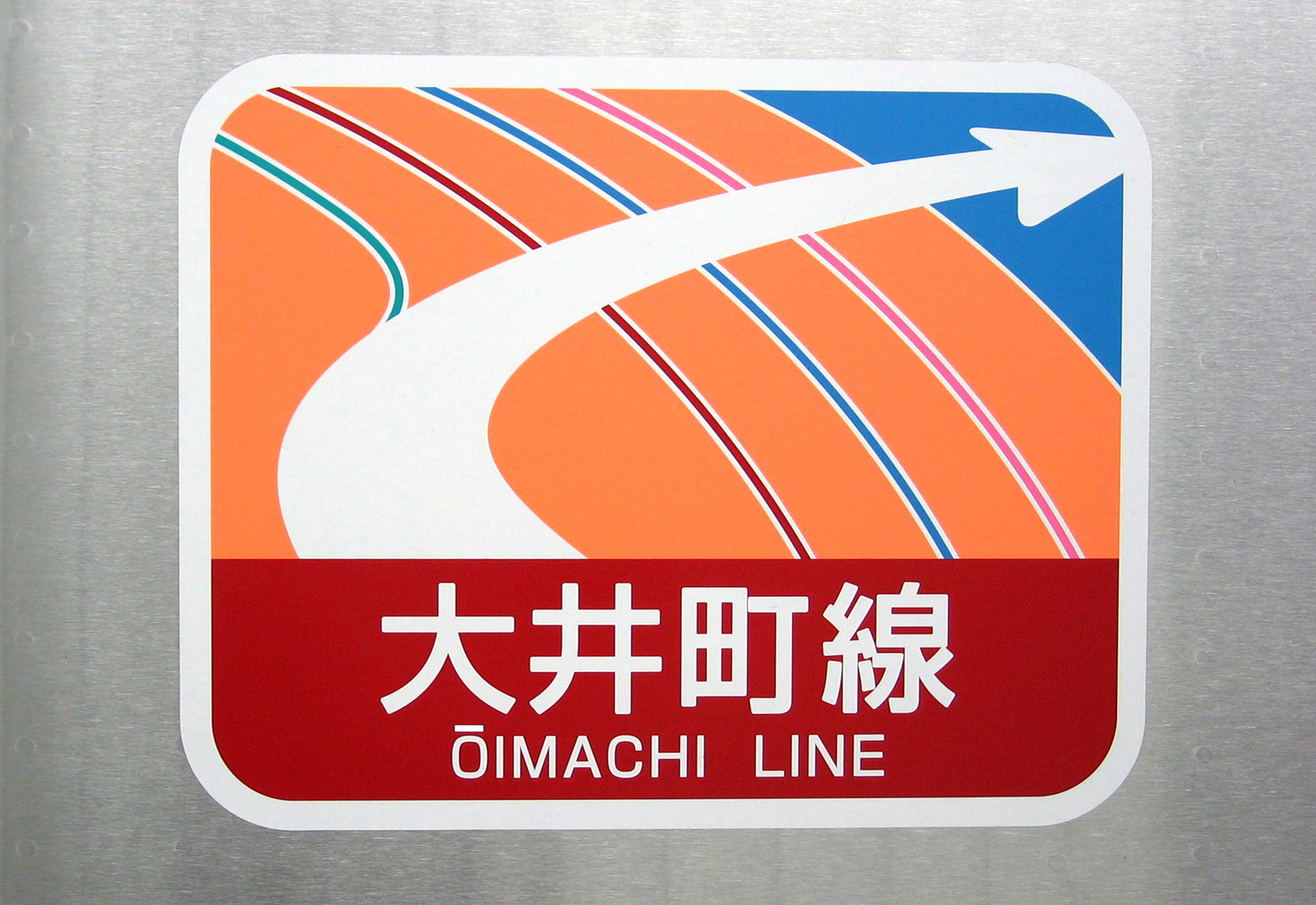
오이마치 선 소속 차량에 붙었던 오승방지용 스티커

2006년 3월 18일의 다이어 개정에서는 이세사키 선 구키역까지도 연장 운행을 하게 되었다. 또한 이 다이어 개정으로 도부 선 비대응 편성은 거의 평일의 출근 시간만의 운용이 되어 하루중 운용은 극히 얼마 남지 않았다. 그러나 이따금 정산 운행의 관련으로 토요일・휴일의 오시아게행 또는 기요스미시라카와행으로 도부 선 대응 편성을 대신해 운용에 들어가기도 한다. 그 기회는 낮보다 야간이 많아 운행 횟수는 1왕복 정도였지만, 2008년 3월 28일의 다이어 개정으로부터 토요일・휴일의 도부 비노선 연장 편성의 운용이 부활(36K・37K・38K)하여 36K・37K는 아침만, 38K만 종일 운용이 짜이고 있었다. 덧붙여 2009년 6월 6일의 다이어 개정 이후 토요일・휴일의 비직통 운용은 아침의 A34K와 밤의 P35K만 되고 있어 종일 운용의 비직통 운용은 평일의 44K만 되었다. 오이마치 선 소속의 5량 편성은 2006년 3월 18일의 다이어 개정으로 운행을 개시한 토요일・휴일의 오이마치 선 - 덴엔토시 선 직통 급행에 사용되게 되었다. 이 직통 급행 설정에 즈음하여 오승방지 대책으로 정면의 띠색을 적색으로부터 적색→황색 그라데이션으로 변경하고, 동시에 오이마치 선을 나타내는 인식 스티커도 첨부되었다. 그러나 2008년 3월 28일의 다이어 개정으로 오이마치 선에서 급행 운행이 개시되어 오이마치 선 직통 급행에 대해서도 모두 오이마치 선의 급행용 차량인 신6000계로 운행되었다.

### 폐차
오이마치선은 2018년에 전량 폐차되었으며, 덴엔토시선에는 2023년에 전량 폐차되었다.

## 갱신 공사

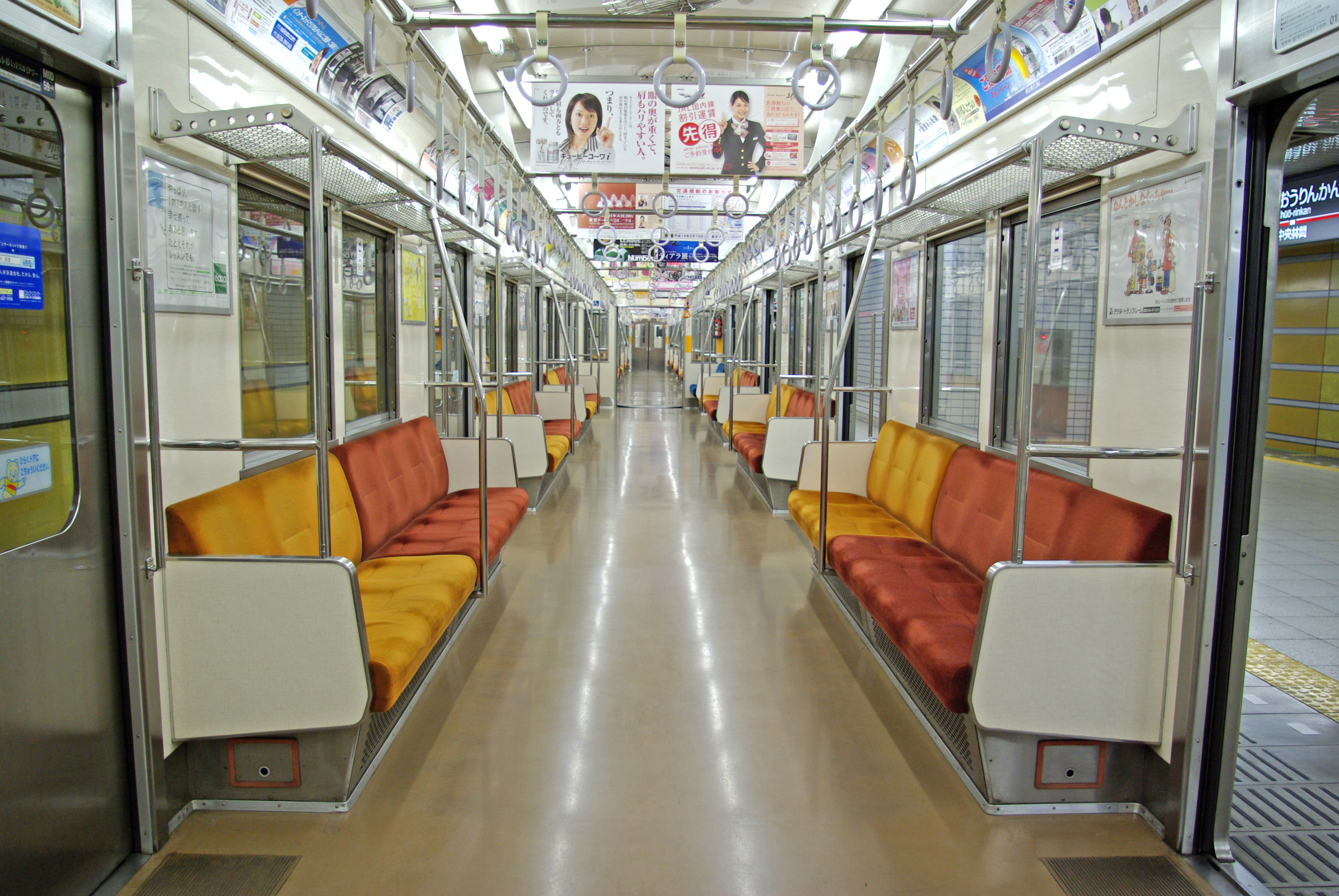
갱신차의 차내

1992년부터 2000년에 걸쳐 노후화가 진행된 차량의 차체・차내 갱신 공사가 시행되었지만 그 다음은 5000계에 의한 차량의 교체 계획이 발표되었기 때문에 경년차로도 시공되는 일 없이 공사는 중지되었다. 본계열의 경우 8000계와 같이 편성 단위로의 시공이 아닌 편성 중에서 경년 20 - 25년 정도의 차량이 대상이었다.

### 공사 내용

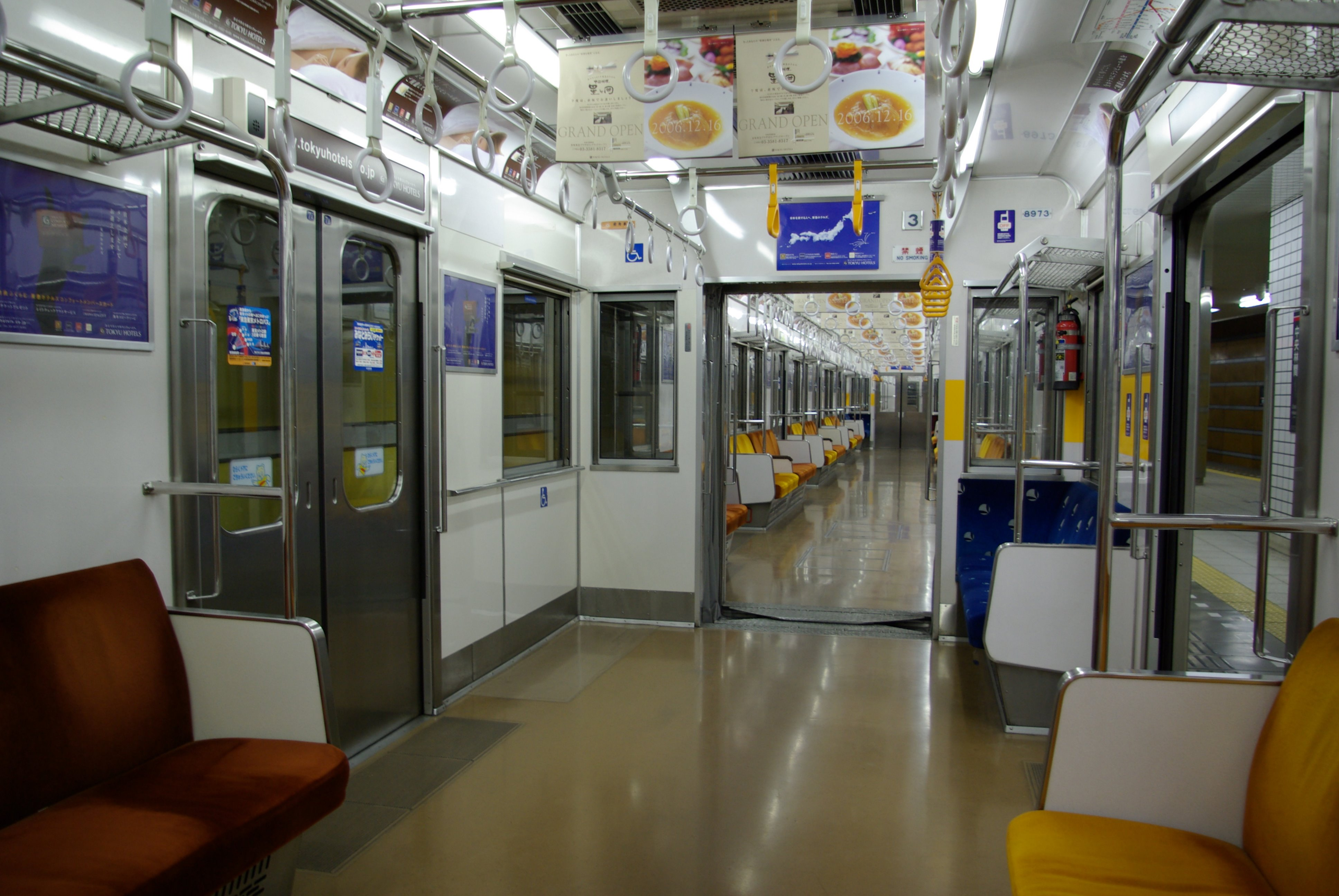
갱신차의 휠체어 공간(데하 8973)

8000계와 공사 내용은 그다지 변화는 없다. 일부 차량은 차체・차내 갱신을 동시에 시공한 것도 존재한다.
- 차체・차내 갱신(일부 메뉴가 다르지만, 거의 동일)
  - 차내 화장판의 재도장
  - 바닥재(론리움)의 재도장
  - 지붕의 재도장
  - 휠체어 공간 설치
  - 차체 노후화 부분의 수선
  - 행선지 설정기의 갱신…다이얼식에서 버튼 선택식으로. 도부 선 입선 개조시에 갱신(8613F - 8637F만 시공)
  - 행선지 표시기의 LED화…1・2・6・7・10 편성을 제외. 전술했지만 그 후 열화・시인성의 저하 등에서 8616F・8634F - 8636F가 풀컬러 LED로 갱신되었지만 2008년 11월 말은 전면과 8635・8636F의 측면이 재차 3색 LED로 교체되었다. 떼어낸 풀컬러 LED는 오이마치 선용 차량에 장착되었다.
  - 측면창 새시의 교체
  - 승객 시트를 버켓 시트화[4]・구분부의 스탠션 폴(손잡이 봉)의 설치
  - 도어 측부에 입석 공간 설치[5]

또, 갱신 공사와는 별도로 교통 배리어 프리법 대응의 관계로 공사를 했다고 여겨지는 편성도 존재한다.
- 자동 방송 장치・LED식 차내 표시기의 설치(8634F・8637F, 직통처 2사에도 대응하고 있다.)

갱신 공사 시공 시기 이외엔 아래의 개량을 했다.
- 차내 냉방 커버를 개량…종래부터 있던 송풍구 외에 커버에 구멍을 뚫어 그 밑에도 찬 바람이 오도록 개량되었다. 팬터그래프 밑에서는 선풍기의 구획을 중지해, 찬 바람 송풍구를 마련하거나 보조 송풍기를 라인데리아화하는 공사도 실시되었다.

그 외에도 기기의 부분적인 갱신을 하였다(갱신 공사와 직접적인 관계없다).
- 주전동기의 전기자 절연 갱신
- 주제어기의 구동부 교환

## 전면 배장기 장착
도부 철도로의 직통 영업 개시를 앞두고, 2002년 말기부터 2005년도에 걸쳐 일부의 편성을 대상으로 선두차전면 하부에 배장기(스커트)의 설치 공사가 시공되었다. 설치 공사의 시공 시기 차이 등에 의해 후에 서술한 내용과 같은 사양의 변경이 보인다. 2008년 9월 현재 배장기가 장착되어 있지 않은 편성은 자막식의 8606F뿐이다.
- 2002년도
  - 8623F의 상행 방향 선두차(데하 8623)로 시행되어 그 후 하행 방향 선두차(데하 8523)로도 정식으로 채용되었다.
  - 8615F - 8619F
- 2003년도

모두 편성 단위로 양선두차 동시에 시행되었다.
- - 8620F・8621F・8622F・8624F - 8627F・8629F・8630F
  - ★8633F・8634F・8636F…2003년 여름에 배장기를 장착했다. 한시기 탈착했지만,2004년 초에 재장착되었다.
  - ☆8628F・8631F - 8637F…마지막에 배장기를 장착했다. 시공 시기가 ★의 그룹의 배장기 복원기와 겹친다.
- 2004년도

반드시 도부 선으로의 직통을 의도하지 않는 것이 되었다. 또한 배장기의 형상이 변경되었다.
- - ○8613F・8614F…도부 선 ATS를 새롭게 설치했다.
  - ●8609F・8611F・8612F・8642F…도부 선 ATS는 설치되지 않았다.
- 2005년도

오이마치 선용의 편성에도 장착했다.
- - 8638F・8639F・8640F・8641F

### 배장기의 절취
2007년 8월 중순부터 선두차의 스커트의 우측 상부가 잘려진 편성이 등장했다. 이것은 점퍼마개의 형상이 변경되었기 때문이었으며 8613F 이외의 모든 배장기 탑재 편성에서 배장기가 잘렸다.

## 5000계・8590계・2020계에 의한 치환
5000계의 신제나 8590계의 전속에 의해 2003년부터 치환이 개시되었다. 2009년 3월까지 이하의 편성이 운용 이탈하였다.
- 2003년도…8601F・8602F
- 2005년도…8603F
- 2006년도…8605F・8604F・8608F・8611F
- 2007년도…8607F・8610F・8613F[6]
- 2008년도…8612F・8609F・8618F・8624F

2020계 도입으로 남은 편성들도 2019년부터 2023년까지 폐차되었다.

### 재조합
2006년까지는 이탈한 편성의 차량 중 경년이 남은 차량을 타편성에 조성하고 있었다.
- ☆8601F의 데하 0704호…8617F의 데하 8723호를 염출
- 8601F의 데하 8895-8791호…8620F의 데하 8726・8848호를 염출
- 8602F의 데하 8896-8792호…8620F의 데하 8857-8755호를 염출
- ☆8603F의 데하 8897-8793호…8628F의 데하 8840-8740호를 염출
- 8605F의 데하 8899-8795호…8615F의 데하 8836-8747호를 염출
- 8604F의 데하 8898-8794호…8627F의 데하 8839-8734호를 염출

덧붙여 ☆의 3량은 갱신차와 마찬가지로 좌석의 중앙에 스탠션 폴(손잡이 봉)이 장착되었다.

## 다른 철도 사업자로의 양도
2005년도부터 폐차된 차량의 양도를 하고 있다.

### 나가노 전철

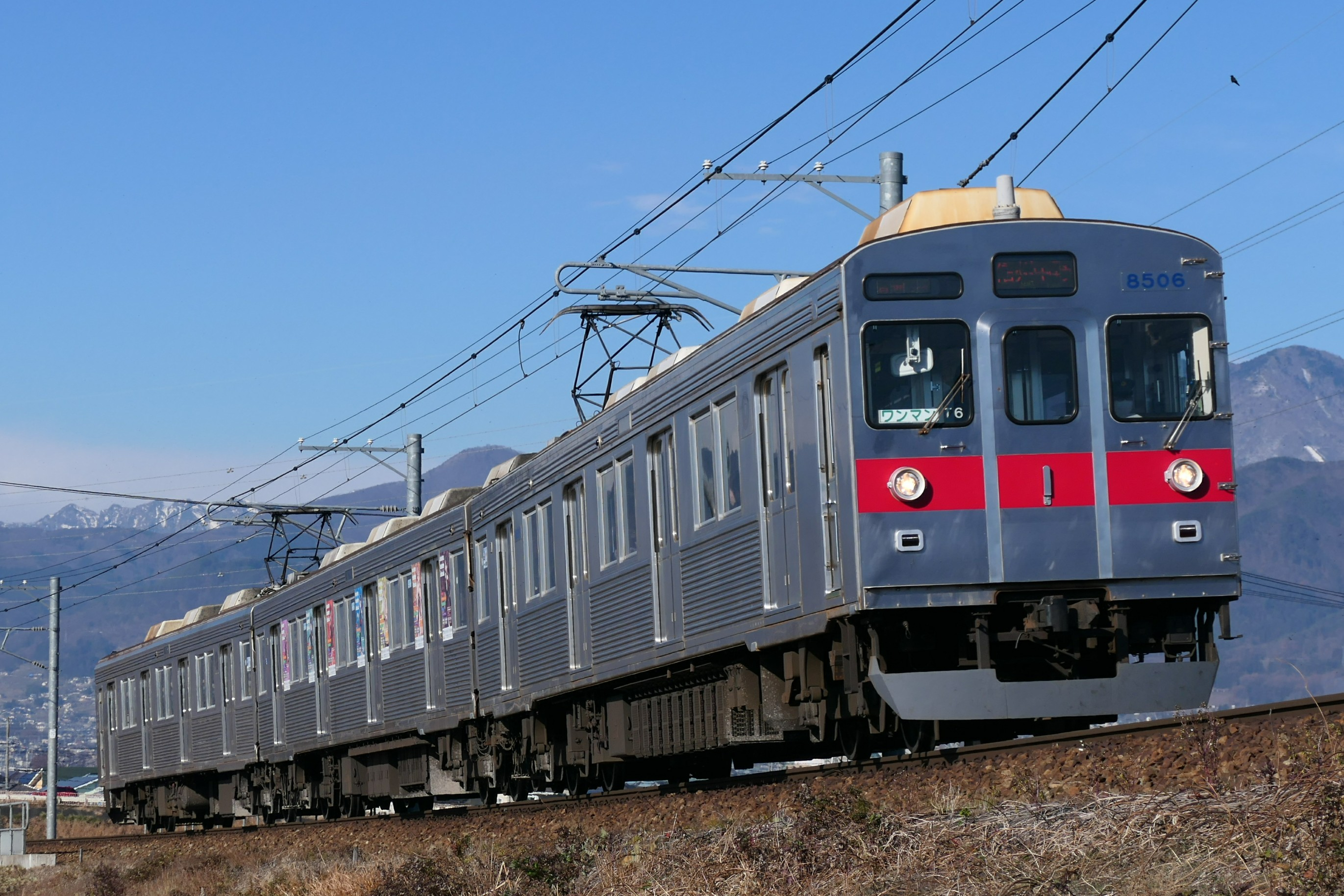
나가노 전철 데하 8506

2005년도에 6량(3량 편성 2개)+부품 잡기차 2량의 합계 8량, 2006년도에 6량(3량 편성 2개), 2008년도에 6량(3량 편성 2개)이 각각 나가노 전철에 양도되어 8500계로 사용되고 있다. 양도처에 맞추어 기동 가속도는 낮게되어 있다. 덧붙여 양도는 2011년도까지 행해질 예정이다.
- 데하 8500형: 8501・8502・8503・8505・8524(8505・8524를 8504・8505로 개번)
- 데하 8600형: 8601・8602・8603・8605・8624(8511・8512・8513・8514・8515로 개번)
- 데하 8700형: 8718(부품 잡기용)・8730(선두차화 하여 데하 8506으로 개번)
- 데하 8800형: 8824(부품 잡기용)・8841(선두차화 하여 데하 8516으로 개번)
- 사하 8900형: 8903・8905・8908・8910・8920・8944(8551・8553・8552・8554・8555・8556으로 개번)

### 이즈 급행
2005년도에 이즈 급행에 1량이 양도되어 해당 회사의 8000계로 사용되고 있다. 총 45량 중 유일한 도큐 8500계 차량이지만, 이것은 8000계의 쿠하 8049로 조성한 2량 편성화의 시작차로 2004년 11월에 선행 개조되고 있던 것을 2005년에 추가 개조를 시공한 것이다.
- 데하 8700형：8723(→8152)

### 지치부 철도

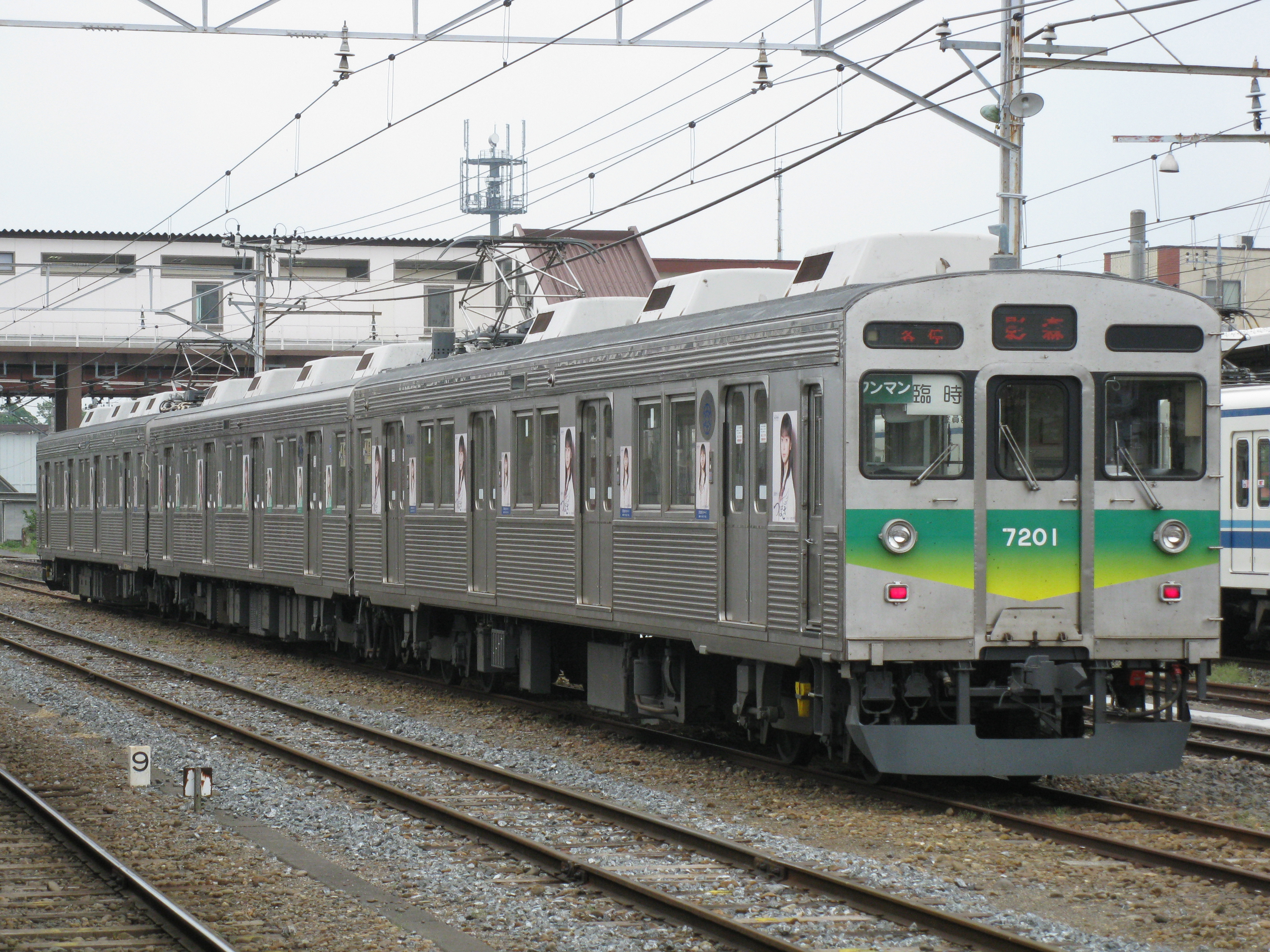
데하 7201(구(도큐 시절) 데하 8609. 2009년 5월 5일 요리이역에서 촬영)

2008년도에 지치부 철도에 8량이 양도되어 이 중 6량(3량 편성 2개)이 동사의 7000계로 사용되고 있다(나머지 2량은 부품 잡기차).
- 데하 8500형: 8509(데하 7001로 개번)
- 데하 8600형: 8609(데하 7201로 개번)
- 데하 8700형: 8709(선두차화 하여 데하 7002로 개번)・8745(부품 잡기용)
- 데하 8800형: 8809(선두차화 하여 데하 7202로 개번)・8830(부품 잡기용)
- 사하 8900형: 8926(사하 7102로 개번)・8950(사하 7101로 개번)

### 인도네시아 수출

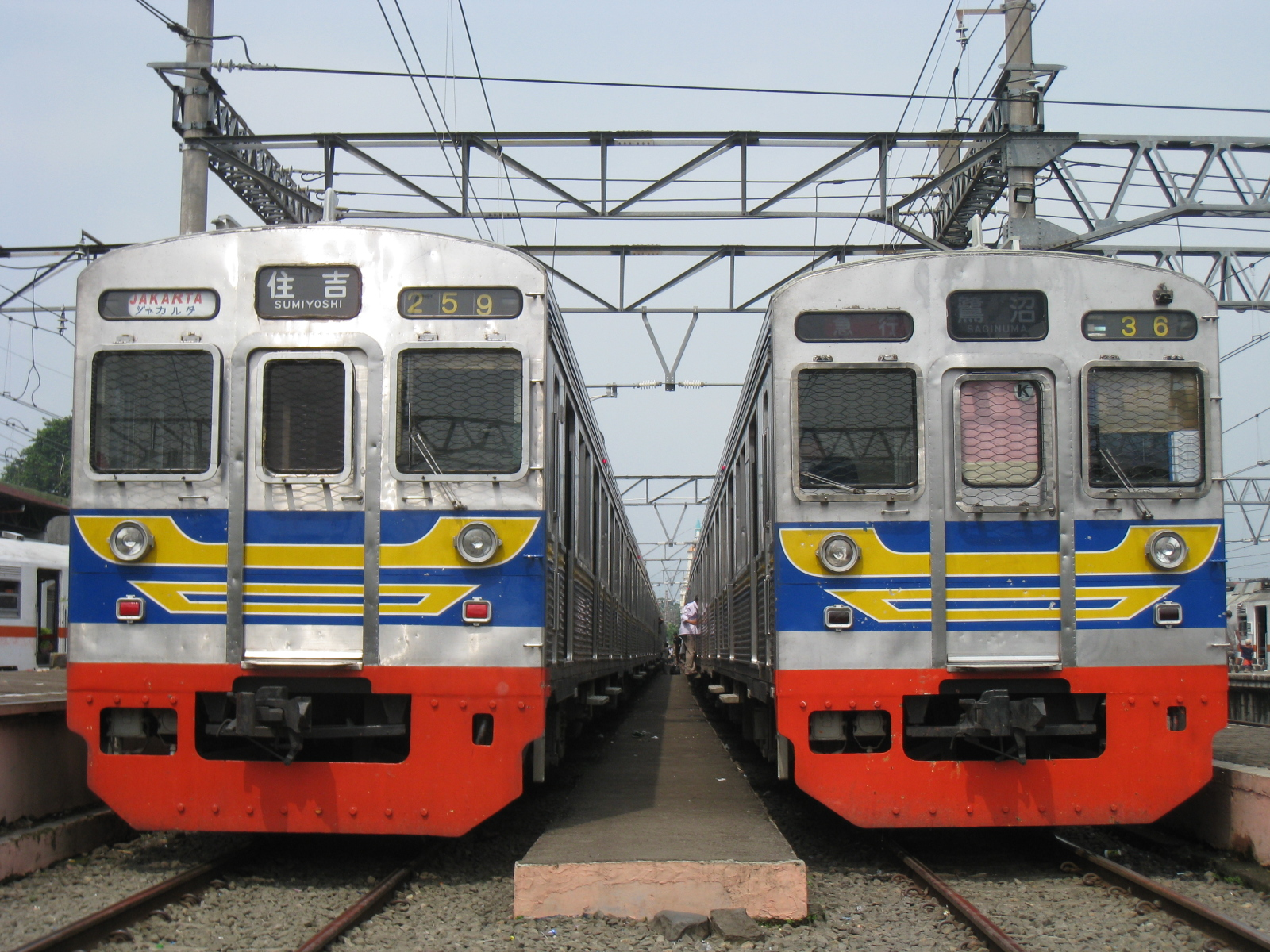
인도네시아 수출 차량

2006년도에 8량 편성 3개(24량), 2007년도에 8량 편성 2개(16량), 2008년도에 8량 편성 2개(16량), 2009년도에 8량 편성 1개(8량)가 인도네시아의 철도 회사인 피티 케레타 아피에 양도되었다. JABOTABEK의 통근 전동차로, 주로 급행(Ekspres)이나 에어콘 보통(Ekonomi AC)에 사용되고 있다. 개번은 실시되지 않았다.

## 참고 문헌
- 이치무라 쇼이치「도쿄 급행전철 49년도 신조차 데하 8000형계의 개요」「철도 픽토리얼」1975년 4월호(통권 305호), 철도 도서 간행회.
- 고마무라 마사히로「신차가이드 도큐・지하 노선연장용 8500형」「철도 팬」1975년 5월호(통권 169호), 교우사.
- 오사와라 도시오「도큐 8000계 그룹의 모든 것」「철도 팬」1979년 11월호(통권 223호), 교우사.
- 오사와라 도시오「도쿄 급행 전철 8000계 15차차」「철도 픽토리얼」1984년 10월 임시 증간호(통권 438호) 특집・ 신차연감 1984년판, 철도 도서 간행회.
- 도쿄 급행 전철「신다마가와 선 건설사」도쿄 급행 전철, 1980년, 865 - 914페이지.
- 가와구치 유지「도쿄 급행 전철 데하 8799・0802(VVVF 개조차)」「철도 픽토리얼」1990년 10월 임시 증간호(통권 534호) 특집・신차연감 1990년판, 철도 도서 간행회.
- 도키 사네미쓰「차량 기술자의 회상 3-원 핸들 운전대를 할 수 있을 때까지」「철도 팬」1992년 9월호(통권 377호), 교우사.
- 도키 사네미쓰「차량 기술자의 회상 10-경량 스텐레스 차량 개발의 고심담」「철도 팬」1993년 4월호(통권 384호), 교우사.
- 전기차연구회「철도 픽토리얼」1994년 12월 임시 증간호(통권 600호) 특집・도쿄 급행 전철, 철도 도서 간행회.
- 다카하시 히데키「도쿄 급행 8000계 그룹 형태 해석 1」「철도 픽토리얼」2000년 11월호(통권 693호), 철도 도서 간행회.
- 다카하시 히데키「도쿄 급행 8000계 그룹 형태 해석 2」「철도 픽토리얼」2001년 2월호(통권 697호), 철도 도서 간행회.
- 다카하시 히데키「도쿄 급행 8000계 그룹 형태 해석 3」「철도 픽토리얼」2001년 4월호(통권 699호), 철도 도서 간행회.
- 다카하시 히데키「도쿄 급행 8000계 그룹 형태 해석 4」「철도 픽토리얼」2001년 12월호(통권 710호), 철도 도서 간행회.
- 가미오 쥰이치「차량 총설」「철도 픽토리얼」2004년 7월 임시 증간호(통권 749호) 특집・도쿄 급행 전철, 철도 도서 간행회.
- 미야타 미치카즈「도큐 8000계 패밀리의 기록 1」「철도 팬」2006년 8월호(통권 544호), 교우사.
- 오사와라 도시오「도큐 8000계 패밀리의 기록 2」「철도 팬」2006년 9월호(통권 545호), 교우사.
- 오사와라 도시오「도큐 8000계 패밀리의 기록 3」「철도 팬」2006년 11월호(통권 547호), 교우사.

## 같이 보기
- 인도네시아 케레타 통근 철도